# Amt Eiderstedt
La comunità amministrativa di Eiderstedt (Amt Eiderstedt) si trova nel circondario della Frisia Settentrionale nello Schleswig-Holstein, in Germania.

## Suddivisione
Comprende 16 comuni:
1. Kirchspiel Garding (330)
2. Garding, città (2 753)
3. Grothusenkoog (26)
4. Katharinenheerd (158)
5. Kotzenbüll (182)
6. Norderfriedrichskoog (43)
7. Oldenswort (1 281)
8. Osterhever (223)
9. Poppenbüll (226)
10. Sankt Peter-Ording (3 951)
11. Tating (974)
12. Tetenbüll (611)
13. Tümlauer-Koog (99)
14. Vollerwiek (225)
15. Welt (186)
16. Westerhever (99)

Il capoluogo è Garding.
(Tra parentesi i dati della popolazione al 31 dicembre 2021)